# تی‌دی‌سی
تی‌دی‌سی (به دانمارکی: TDC) شرکت مخابرات دانمارکی است، که ریشه‌های تأسیس آن به سال ۱۸۷۹ باز می‌گردد. در حال حاضر این شرکت با بیش از ۸٫۹ میلیون مشترک تلفن ثابت، بزرگترین شرکت تلفن دانمارک به‌شمار می‌آید.
دفتر مرکزی شرکت تی‌دی‌سی در شهر کپنهاگ قرار دارد و حوزه فعالیت آن در کشورهای دانمارک، سوئد، نروژ و فنلاند متمرکز است.